# USS LST-715
O USS LST-715 foi um navio de guerra norte-americano da classe LST que operou durante a Segunda Guerra Mundial.

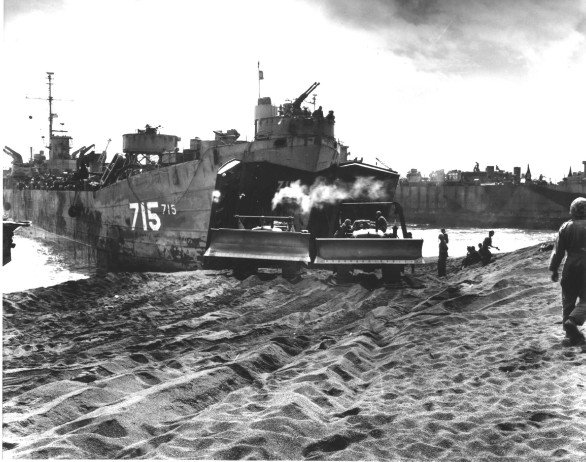
USS LST-715 em Iwo Jima.